# Jeffreya petitiana
Jeffreya petitiana là một loài thực vật có hoa trong họ Cúc. Loài này được (Lisowski) Beentje mô tả khoa học đầu tiên năm 2002.